# إدموندو زونيغا
إدموندو زونيغا (بالإسبانية: Edmundo Zúñiga) هو منافس ألعاب قوى تشيلي، ولد في 1920.

## وصلات خارجية
- إدموندو زونيغا على موقع الاتحاد الدولي لألعاب القوى (الإنجليزية)
- إدموندو زونيغا على موقع أوليمبيديا (الإنجليزية)